# Глоговець (Ленчицький повіт)
Глоговець (пол. Głogowiec) — село в Польщі, у гміні Свіниці-Варцькі Ленчицького повіту Лодзинського воєводства. Населення — 245 осіб (2011).
У 1975—1998 роках село належало до Конінського воєводства.
В Глоговці народилася Свята Марія Фаустина Ковальська — видатня католицька свята, проповідниця Божого Милосердя, та автор «Щоденника сестри Марії Фаустини Ковальської».

## Демографія
Демографічна структура станом на 31 березня 2011 року:
|          | Загалом | Допрацездатний вік | Працездатний вік | Постпрацездатний вік |
| -------- | ------- | ------------------ | ---------------- | -------------------- |
| Чоловіки | 135     | 31                 | 94               | 10                   |
| Жінки    | 110     | 19                 | 58               | 33                   |
| Разом    | 245     | 50                 | 152              | 43                   |